# سطوحي فوق الشجرة (فلم)
سطوحي فوق الشجرة فيلم مصري من إنتاج 1983 بطولة يونس شلبي ، لبلبة، أحمد عدوية ،ومن إخراج ناصر حسين .
عنوان الفيلم مستوحىً من فيلم أبي فوق الشجرة المنتج عام 1969.

## قصة الفيلم
يعمل سطوحي في السيرك الذي يمتلكه عمه لمعي وزوجته سونيا. تعارض سونيا زواج ابنتهما زوبة من سطوحي رغم حبها له. يعمل الثري أحمد مطربًا في السيرك، يتفق مع سطوحي أن يمنحه شقة في العمارة التي يمتلكه مقابل أن يحمل عنه الجريمة التي ارتكبها بسيارته.

## القصة الكاملة
سطوحي مسطح سطيح (يونس شلبى) بلياتشو في سيرك عمه لمعي(محمد رضا)ويحب ابنة عمه زوبه(لبلبه)مروضةالأسود في السيرك،ولكن امها سونيا(سميحه توفيق)لاتحب سطوحي لأنها لا تريده زوجا لإبنتها حتى لاتخيب خيبتها،وتريد لها زوجا غنيا من خارج السيرك.
كان سطوحي كلما تأزمت الأمور وضاقت به الدنيا،من كثرة ماتكلفه زوجة عمه من اعمال في إطعام الحيوانات وتنظيف مكانهم،يلجأ الى احدى الشجرات ويصعد فوقها ولا ينزل منها حتى تجيئه حبيبته زوبه وتصعد لتجلس بجواره فوق الشجرة وتقنعه بالنزول. حاول سطوحي ومعه زوبه العمل وقت اضافى خارج السيرك لكى يستطيع ان يدخربعض المال حتى يتمكن من الزواج من زوبه،وقد وقع اختيارهم على احدى اللوكاندات للعمل بها حيث يقوم هو بدور الساحر الذى يقدم الألعاب السحرية وتقوم زوبه بالرقص والغناء،ولكن تحرش النساء بسطوحي،وتحرش الرجال بزوبه،جعلهم يتركون اللوكانده والبحث عن عمل اخر في مكان اخر حيث عمل سطوحي على تاكسى،ولكن بعض المساطيل ركبوا معه وتركوا واحدا منهم نائما(مظهر ابو النجا)فظنه سطوحي قد مات،واحتاس سطوحي كيف يتخلص من الجثة،ولجأ الى زوبة،ولكن الله سلم وفاق المسطول. وعرض مطرب السيرك احمد دكرورى (احمد عدويه)علو سطوحي ان يجد له عملا،وبالفعل اشتغل هو وزوبه كعمال بناء،ولكنهم سقطوا من فوق السقاله واكتشفوا ان صاحب العماره وغيرها كثير هو المطرب الدكرورى الذى عرض على سطوحي اتفاق يفوز فيه سطوحي بشقة يتزوج فيها من زوبه ويجد عملا ثابتا،فى مقابل ان يسجن لمدة شهر بدلا من دكرورى الذى ارتكب حادثا مروريا نال عنه حكما بالحبس لمدة شهر،ووافق سطوحي ودخل السجن لمدة شهر،بينما طمع الدكرورى في حلاوة وجمال زوبه وأراد ان يستمتع بها فلم ترضخ له،فإضطر لطلبها من امها سونيا التى وافقت على زواجه من ابنتها لأنه غنى،واضطر لمعى للموافقة مرغما. وفى يوم الفرح خرج سطوحي من السجن واكتشف خيانة دكرورى له،فأمسك برقبته ليترك له حبيبته،ولكن سونيا رفضت،فثار لمعى وضرب سونيا وطرد دكرورى ووافق على زواج سطوحي من زوبه التى أسرعت وراء سطوحي الذى صعد فوق الشجرة.

## فريق عمل

### تمثيل
| - يونس شلبي: سطوحي - لبلبة: زوبة - أحمد عدوية: أحمد مُطرب - محمد رضا: لمعي بيه - مظهر أبو النجا - سميحة توفيق: سونيا | - محمد أبو الحسن - سيف الله مختار - قاسم الدالي:مسجون - رشاد عثمان - عبد الغني النجدي - محمد الحلو. | - سيد العجاتي - فاروق علي: رجل الدكرورى - حسن حسين: مدير اللوكانده - يوسف عيد: - محمد رشدي: | - علي الشريف الصغير:مسجون - هريدي عمران:ضابط شرطة - فاروق عبد الهادي - الأنصاري فريد - ماجد شريف |

### إدارة الفيلم
| - ناصر حسين:مخرج - نبوي عجلان:مخرج مساعد - سيد توفيق:كلاكيت - عبدالحليم النجار:سكريبت - معامل مدينة السينما (مدينة السينما):الطبع والتحميض - علمي عبدالرحمن:مدير المعامل - ماجد موسى:مصحح الألوان | - عادل منير:مونتير - ليلى السايس:نيجاتيف - محمد ابراهيم:مركب الفيلم - الفيلم الماسي:منتج - طلعت السيد:إدارة الإنتاج - سيد علي إبراهيم:إدارة الإنتاج - حمدي رأفت:ماكيير | - حمدي أحمد:مساعد ماكيير - محمد عبدالله:مصفف الشعر - ناصر حسين:مؤلف - فاروق سعيد:سيناريو وحوار - مجدي كامل:موسيقى تصويرية - سيد حامد:مسجل الصوت | - عيسى بسطاوي:مساعد مصور - عادل عبدالعظيم:مدير التصوير - الشركة اللبنانية للتجارة والاستثمار السينمائي (صبّاح إخوان):موزع خارجي - أفلام صوت الحب (عاطف منتصر وشركاه):موزع داخلي - محمد قناوي:مصور فوتوغرافيا - مسعد خضير:خطوط |